# Alexander Andersen
Alexander Young Andersen, né le 25 février 2000, est un coureur cycliste danois, spécialiste de VTT cross-country.

## Palmarès en VTT

### Championnats du monde
- Cairns 2017
  -  Médaillé d'argent du relais mixte
- Lenzerheide 2018
  -  Médaillé de bronze du relais mixte

### Championnats d'Europe
- Darfo Boario Terme 2017
  -  Médaille d'argent du relais mixte
- Brno 2019 
  -  Médaillé de bronze du relais mixte
- Monte Tamaro 2020 
  - 4e du relais mixte

### Championnats du Danemark
- 2017
  -  Champion du Danemark de cross-country juniors
- 2018
  -  Champion du Danemark de cross-country juniors
- 2021
  - 3e du cross-country

## Palmarès en cyclo-cross
- 2016-2017
  - 3e du championnat du Danemark de cyclo-cross juniors